# Hadzhidimovo
Hadzhidimovo (tiếng Bulgaria: Хаджидимово [xɐˈd͡ʒidimovo]) là một thị trấn thuộc tỉnh Blagoevgrad, Bungaria. Dân số thời điểm năm 2011 là 2695 người.

## Địa lý
Thị trấn nằm trong thung lũng sông Mesta, được bao quanh bởi các đỉnh Rila, Pirin, Slavyanka, Shilka, Bozdag và dãy núi Tây Rhodope.

## Dân số
Dân số trong giai đoạn 2004-2011 được ghi nhận như sau:
| Năm | 2004 | 2005 | 2006 | 2007 | 2008 | 2009 | 2010 | 2011 |
| --- | ---- | ---- | ---- | ---- | ---- | ---- | ---- | ---- |
| Dân số | 2758 | 2735 | 2723 | 2687 | 2685 | 2657 | 2610 | 2695 |
| From the year 1962 on: No double counting—residents of multiple communes (e.g. students and military personnel) are counted only once. |      |      |      |      |      |      |      |      |